# Lorena López
Lorena López es una actriu valenciana de teatre, televisió i cinema. És titulada en Dansa Contemporània pel Conservatori Professional de Dansa de València i va impartir-ne classes a la Societat Coral El Micalet. És coneguda pels seus papers en produccions com L'Alqueria Blanca, Parany, Amor en polvo, Señoras del (h)AMPA, El vecino, Cinco metros cuadrados, Nosaltres no ens matarem amb pistoles o Cinco lobitos.